# Kraken Cove
Die Kraken Cove ist die größte Bucht von Candlemas Island im Archipel der Südlichen Sandwichinseln. Sie liegt an der Nordküste der Insel unmittelbar westlich des Demon Point. Landeinwärts geht sie in den Gorgon Pool über.
Das UK Antarctic Place-Names Committee benannte die Bucht 1971 nach den Kraken aus der norwegischen Mythologie.